# Zbigniew Kotyłło
Zbigniew Kotyłło (ur. 1 grudnia 1953 w Lublinie) – polski malarz, medalier, rzeźbiarz, grafik.

## Twórczość
Specjalizuje się w malarstwie portretowym i sakralnym. Jego prace znajdują się w ołtarzach kościołów w Białymstoku, Jabłonowie-Zamku, Kielcach, Lublinie, Łomży, Łowiczu, Nowym Mieście nad Pilicą, Opatowie, Ostrzeszowie, Rio de Janeiro, Rzymie, Warszawie i Żarach. Autor portretów znanych postaci, m.in. Jana Pawła II i Benedykta XVI w sali obrad episkopatu Polski w Warszawie oraz Jana Pawła II i kardynała Stefana Wyszyńskiego w głównej auli KUL. Twórca monumentalnych prac malarskich na uroczystości beatyfikacyjne w Polsce (Białystok, Warszawa, Zakopane) i Watykanie.
Jest także autorem około 130 medali, w tym serii „Wielkie bitwy i dowódcy polscy” oraz tzw. dukatów lokalnych wybitych przez Mennicę Polską (dla Lublina „unidukaty”, Nałęczowa „nałęczki”, Skały „skalaki”, Legionowa „legiony”, Szczebrzeszyna „chrząszcze”).
Zajmuje się również ilustracją książkową, projektowaniem okładek płyt, książek, odznaczeń oraz różnego rodzaju opracowaniami graficznymi. Wykonał m.in. popiersie Marii Curie-Skłodowskiej w Sydney, tablice pamiątkowe w Lublinie (prof. Feliks Skubiszewski, prof. Bohdan Dobrzański, Poległym Harcerzom, radiostacja „Pszczółka”, ppor. Jan Bołbott) Warszawie i Wiedniu (Związek Polaków w Austrii „Strzecha”). Brał też udział w wystawach krajowych i zagranicznych (m.in. indywidualna wystawa w Wiedniu w 1995).
Jest ponadto autorem projektu kamiennego orła wieńczącego gmach Poczty Głównej w Lublinie (1995); marmurowego epitafium arcybiskupa Józefa Życińskiego w archikatedrze lubelskiej oraz portretu, który jest w nim umieszczony.
W marcu 2010 Kotyłło wygrał konkurs na wykonanie obrazu beatyfikacyjnego ks. Jerzego Popiełuszki. Po uroczystościach 6 czerwca 2010 obraz został umieszczony w Świątyni Opatrzności Bożej.

## Nagrody, odznaczenia, członkostwo w organizacjach
- Srebrny Krzyż Zasługi (1985)
- I nagroda w ogólnopolskim konkursie medalierskim (1981)
- zwycięzca międzynarodowego konkursu na projekt odznaczenia (Londyn 1987)
- zwycięzca ogólnokrajowego konkursu malarskiego na wykonanie obrazu beatyfikacyjnego (1997)
- członek rzeczywisty Akademii Historii i Literatury Polskiej i Słowiańskiej im. A. Mickiewicza
- zwycięstwo w konkursie na obraz beatyfikacyjny Jerzego Popiełuszki (2010)
- nagroda „Angelus Lubelski” w kategorii artystycznej (2018, za 2017)[3]